# Apis cerana
Apis cerana, sau albina meliferă asiatică (sau albina meliferă estică), este o specie de albine melifere din sudul și sud-estul Asiei, din țări precum China, India, Japonia, Malaysia, Nepal, Bangladesh și Papua Noua Guinee. Această specie este o specie soră a Apis koschevnikovi, și amândouă fac parte din același subgen ca și albina meliferă (europeană) vestică, Apis mellifera.
În sălbăticie, preferă să-și facă cuib în spații mici, cum ar fi trunchiurile de copaci căzuți la pământ. La fel ca și albinele meliferă vestică, albinele din specia Apis cerana sunt uneori domesticite și utilizate în apicultură, în general în cutii de lemn cu rame fixe.
Mărimea albinelor este similară sau sunt puțin mai mici decât cele din specia Apis mellifera, iar dungile de pe abdomen le sunt mai proeminente. Producția de miere obținută de la acestea este mai mică, deoarece formează colonii mai mici. În medicina polulară, ceara obținută este folosită pentru a trata și vindeca răni.
Apis cerana este gazda naturală a acarianului Varroa jacobsoni și a parazitului Nosema ceranae, doi dăunători serioși ai albinei melifere europene. Coevoluând cu acești paraziți, A. cerana s-a expus cu mai mare precauție decât A. mellifera, și și-a dezvoltat un mecanism eficient de apărare împotriva Varroa, împiedicând acarianul să devasteze coloniile. În afara acestui comportament de apărare împotriva Varroa, comportamentul și biologia acestei specii de albine (cel puțin în sălbăticie) sunt similare cu cele ale albinei melifere, Apis mellifera.
- Apărarea termică: Dacă o colonie de Apis cerana este invadată de viespea asiatică uriașă (Vespa mandarinia), circa 500 de albine melifere japoneze (A. cerana japonica) înconjoară viespea și vibrează cu ajutorul mușchilor de zbor până ce temperatura atinge 47°C (117 °F), încălzind viespea până când o omoară, menținând temperatura sub limita lor letală (48-50 °C). Albinelor melifere europene ( A. mellifera) le lipsește acest comportament.

## Subspecii
(clasificare după Engel, 1999).
- Apis cerana cerana Fabricius ( = "sinensis") - Afghanistan, Pakistan, nordul Indiei, China și nordul Vietnamului
- Apis cerana heimifeng Engel
- Apis cerana indica - Fabricius Sudul Indiei, Sri Lanka, Bangladesh, Burma, Malaysia, Indonezia și Filipine
- Apis cerana japonica Fabricius - Japonia
- Apis cerana javana Enderlein
- Apis cerana johni Skorikov
- Apis cerana nuluensis Tingek, Koeniger și Koeniger
- Apis cerana skorikovi Engel ( = "himalaya") - Centrul și estul munților Himalaya (Ruttner, 1987)

## Surse

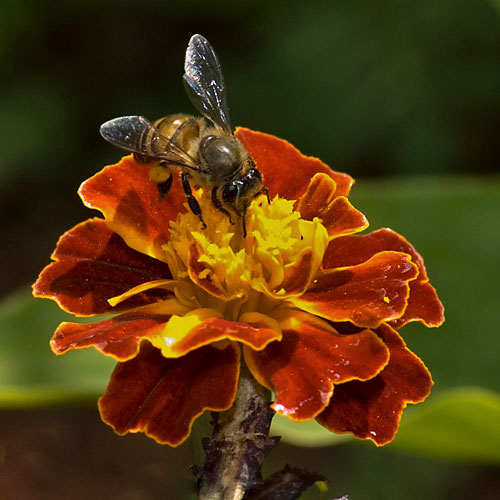
Apis cerana din India